# Coupe d'Europe des vainqueurs de coupe masculine de handball 1995-1996
Navigation
Coupe des Coupes 1994-1995 Coupe des coupes 1996-1997
La Coupe d'Europe des vainqueurs de coupe masculine de handball 1995-1996 est la 21e édition de la Coupe d'Europe des vainqueurs de coupe masculine de handball.
Organisée par la Fédération européenne de handball (EHF), la compétition est ouverte à 34 clubs de handball d'associations membres de l'EHF. Ces clubs sont qualifiés en fonction de leurs résultats dans leur pays d'origine lors de la saison 1994-1995.
Elle est remportée par le club allemand du TBV Lemgo, vainqueur en finale du club espagnol du Teka Santander.

## Résultats

### Premier tour
| Équipe 1                 | Score   | Équipe 2                | Aller | Retour |
| ------------------------ | ------- | ----------------------- | ----- | ------ |
| HK Lokomotiv Varna       | forfait | Mimi Samtredia Tbilissi | -     | -      |
| Halkbank Ankara          | 65 – 40 | Umud Bakou              | 35-18 | 30-22  |
| Étoile rouge de Belgrade | 77 – 32 | Grammar School Nicosie  | 43-20 | 34-12  |

### Seizièmes de finale
| Équipe 1                 | Score   | Équipe 2              | Aller | Retour |
| ------------------------ | ------- | --------------------- | ----- | ------ |
| RK Gorenje Velenje       | 36 – 44 | TBV Lemgo             | 14-17 | 22-27  |
| Kaustik Volgograd        | forfait | V&F Sasja Anvers      | -     | -      |
| HV Sittard               | 38 – 44 | TJ VSŽ Košice         | 18-23 | 20-21  |
| Viking HK Stavanger      | 44 – 50 | KA Akureyri           | 24-23 | 20-27  |
| RK Pelister Bitola       | 48 – 46 | Roar Roskilde         | 28-20 | 20-26  |
| AC Xini Athènes          | 33 – 37 | Hapoël Rehovot        | 19-15 | 14-22  |
| KS Kielce                | 60 – 46 | SKA Kiev              | 28-22 | 32-24  |
| RVR Riga                 | 47 – 76 | Academia Octavio Vigo | 23-39 | 24-37  |
| HK Lokomotiv Varna       | 38 – 44 | Halkbank Ankara       | 17-23 | 21-21  |
| HK Drott Halmstad        | 38 – 44 | BSV Borba Lucerne     | 20-20 | 18-24  |
| Pallamano Rubiera        | 36 – 37 | HC Baník Karviná      | 15-15 | 21-22  |
| Étoile rouge de Belgrade | 61 – 55 | Győri ETO FKC         | 34-25 | 27-30  |
| HC Minaur Baia Mare      | 73 – 49 | Ula Varena            | 39-27 | 34-22  |
| Karlovacka Pivovara      | 42 – 58 | OM Vitrolles          | 20-25 | 22-33  |
| FC Porto                 | 40 – 45 | Handball Club Bruck   | 25-25 | 15-20  |
| HC La Fraternelle Esch   | 31 – 68 | Teka Santander        | 17-35 | 14-33  |

### Huitièmes de finale
| Équipe 1                 | Score   | Équipe 2            | Aller | Retour |
| ------------------------ | ------- | ------------------- | ----- | ------ |
| TBV Lemgo                | 53 – 45 | Kaustik Volgograd   | 28-24 | 25-21  |
| KA Akureyri              | 57 – 59 | TJ VSŽ Košice       | 33-28 | 24-31  |
| RK Pelister Bitola       | 46 – 35 | Hapoel Rehovot      | 23-21 | 23-14  |
| Academia Octavio Vigo    | 57 – 59 | KS Kielce           | 28-24 | 29-35  |
| BSV Borba Lucerne        | 63 – 48 | Halkbank Ankara     | 28-19 | 35-29  |
| Étoile rouge de Belgrade | 55 – 52 | HC Baník Karviná    | 29-18 | 26-34  |
| OM Vitrolles             | 60 – 36 | HC Minaur Baia Mare | 29-18 | 31-18  |
| Teka Santander           | 56 – 36 | Handball Club Bruck | 27-20 | 29-16  |

### Quarts de finale
| Équipe 1                 | Score   | Équipe 2          | Aller | Retour |
| ------------------------ | ------- | ----------------- | ----- | ------ |
| TBV Lemgo                | 57 – 37 | TJ VSŽ Košice     | 31-16 | 26-21  |
| RK Pelister Bitola       | 51 – 49 | KS Kielce         | 29-19 | 22-30  |
| Étoile rouge de Belgrade | 59 – 46 | BSV Borba Lucerne | 33-23 | 26-23  |
| Teka Santander           | 47 – 46 | OM Vitrolles      | 27-20 | 20-26  |

### Demi-finales
| Équipe 1       | Score   | Équipe 2                 | Aller | Retour |
| -------------- | ------- | ------------------------ | ----- | ------ |
| TBV Lemgo      | 48 – 47 | RK Pelister Bitola       | 25-23 | 23-24  |
| Teka Santander | 44 – 39 | Étoile rouge de Belgrade | 25-19 | 19-20  |

### Finale
| Équipe 1  | Score   | Équipe 2       | Aller | Retour |
| --------- | ------- | -------------- | ----- | ------ |
| TBV Lemgo | 49 – 45 | Teka Santander | 24-19 | 25-26  |